# Северный вокзал (Париж)
Северный вокзал (Гар-дю-Нор, фр. Gare du Nord Код станции: 8700015) — один из семи вокзалов Парижа, тупиковая станция, принадлежащая национальному оператору SNCF. Расположен в X округе. Вокзал обеспечивает пересадки на метро (станция Гар дю Нор, линии 4 и 5) и на сеть городских электричек RER (B, D и E). В 2018 году транспортный узел обслужил 292 млн пассажиров, и является самым большим по числу обслуживаемых пассажиров вокзалом в Европе. Обслуживает как пригородное сообщение (Transilien, TER Picardie), так и дальнее сообщение с северо-востоком Франции (линии SNCF, в том числе TGV), Великобританией (Eurostar), Бельгией, Нидерландами и Германией (Thalys).
На Северный вокзал во времена СССР приходил поезд Москва—Париж, который после распада Советского Союза надолго отменили, с 2011 года движение восстановлено, но по другому маршруту через Минск, Варшаву, Берлин, Ганновер, Франкфурт, Страсбург, Нанси. Российский поезд № 23 Москва — Париж до своей отмены приходил на Восточный вокзал.

## История
Впервые вокзал на существующем месте был построен по заказу железнодорожной компании Chemin de Fer du Nord, открыт 14 июня 1846 года. В том же году завершено строительство железнодорожной линии Париж — Амьен — Лилль. Вокзал был слишком маленького размера и не справлялся с потоком пассажиров. В 1860 году он был разобран и по камням перенесён в Лилль, где заново собранное здание до сих пор служит помещением вокзала Лилль Фландрия.
Для проектирования нового здания президент компании Chemin de Fer du Nord, Джеймс Майер де Ротшильд нанял архитектора Жака Иньяса Гитторфа. Строительство продолжалось с мая 1861 года по декабрь 1865 года, но станция была открыта недостроенной в 1864 году. Здание выполнено в стиле бозар.
Фасад вокзала выполнен в форме триумфальной арки. Здание каменное, крыша поддерживается чугунными конструкциями. Поддерживающие колонны с внешней стороны вокзала были отлиты в Англии, так как на тот момент ни одна другая страна мира не располагала литейными цехами такого размера. Фасад украшен скульптурами, символизирующими города, в которые ходили поезда компании. Восемь больших статуй (Лондон, Вена, Брюссель, Варшава, Амстердам, Франкфурт, Берлин, Кёльн) относятся к международному сообщению, 12 меньших, расположенных на фасаде ниже (Аррас, Лан, Лилль, Бове, Валансьен, Кале, Руан, Амьен, Дуэ, Дюнкерк, Камбре, Сен-Кантен), относятся к внутреннему сообщению, это города северо-западной Франции.
Станция многократно расширялась в связи с увеличением объёма пассажирских перевозок. Так, в 1884 году были добавлены пять новых путей, в 1889 году — дополнительные пути для пригородного сообщения. В 1906 году вокзал был соединён с станцией метро (линия 4), в 1908 году была построена другая станция на линии 5. В 1958 году пути были электрифицированы, тем не менее паровозы эксплуатировались вплоть до 1971 года. Большинство поездов (85 % пассажиропотока) являются пригородного сообщения. Здание вокзала приобрело статус исторического памятника в январе 1975 года. В 1994 году в связи с вводом в действие линии Евростар в Лондон была проведена существенная реорганизация подъездных путей, приведшая их к современному виду:
- платформы 1 — 2: служебные платформы, закрыты для пассажиров;
- платформы 3 — 6: конечная Евростар;
- платформы 7 — 8: отправление Thalys на Брюссель, Амстердам и Кёльн;
- платформы 9 — 29: LGV Nord, дальние поезда, TER Picardie;
- платформы 30 — 40: пригородное сообщение;
- платформы 41 — 44 (подземный этаж): RER B и D.